# 最高裁判所行政不服審査委員会
最高裁判所行政不服審査委員会（さいこうさいばんしょ ぎょうせいふふくしんさいいんかい）は、日本の最高裁判所の処分に対する行政不服審査の参与機関。

## 概要
裁判所の処分に対する不服について審査請求が発生した際、当該審査につき公正な判断を確保することを目的として、 2016年（平成28年）4月1日に設置された。
2014年の行政不服審査法（平成26年法律第68号）に基づいて行われた審査請求について、第三者的立場から公正な調査審議を行う。
最高裁判所又は最高裁判所長官は審査請求の審理員が意見書を提出した際は、同法第42条第2項の規定に基づき、最高裁判所行政不服審査委員会に諮問を行わなければならず、その答申を尊重して裁決を行う。
ただし、以下の8項目に該当する場合には諮問は行われない（最高裁判所行政不服審査委員会規則第3条）。
1. 審査請求に係る処分をしようとするときに法律又は政令に法第9条第1項各号に掲げる機関又はこれらの機関に類するものとして政令で定めるものの議を経るべき旨又は経ることができる旨の定めがあり、かつ、当該議を経て当該処分がされた場合
2. 裁決をしようとするときに法律又は政令に法第9条第1項各号に掲げる機関又はこれらの機関に類するものとして政令で定めるものの議を経るべき旨又は経ることができる旨の定めがあり、かつ、当該議を経て裁決をしようとする場合
3. 法第46条第3項又は第49条第4項の規定により審議会等の議を経て裁決をしようとする場合
4. 審査請求人から、最高裁判所行政不服審査委員会への諮問を希望しない旨の申出がされている場合（参加人から、最高裁判所行政不服審査委員会に諮問しないことについて反対する旨の申出がされている場合を除く。）
5. 審査請求が、最高裁判所行政不服審査委員会によって、国民の権利利益及び司法行政の運営に対する影響の程度その他当該事件の性質を勘案して、諮問を要しないものと認められたものである場合
6. 審査請求が不適法であり、却下する場合
7. 法第46条第1項の規定により審査請求に係る処分（法令に基づく申請を却下し、又は棄却する処分及び事実上の行為を除く。）の全部を取り消し、又は法第47条第一号若しくは第二号の規定により審査請求に係る事実上の行為の全部を撤廃すべき旨を命じ、若しくは撤廃することとする場合（当該処分の全部を取り消すこと又は当該事実上の行為の全部を撤廃すべき旨を命じ、若しくは撤廃することについて反対する旨の意見書が提出されている場合及び口頭意見陳述においてその旨の意見が述べられている場合を除く。）
8. 法第46条第2項各号又は第49条第3項各号に定める措置（法令に基づく申請の全部を認容すべき旨を命じ、又は認容するものに限る。）をとることとする場合（当該申請の全部を認容することについて反対する旨の意見書が提出されている場合及び口頭意見陳述においてその旨の意見が述べられている場合を除く。）

## 組織
委員会は、最高裁判所が任命した委員3名で構成される。委員は公正な判断をすることができ、かつ法律又は行政に関して優れた識見を有する者があてられ、任期は3年であるが、再任が可能である。

## 審査状況
答申内容は公表されるが、2023年現在、諮問が行われた回数は「平成29年第1号 兼職許可申請不許可処分に関する件」の1件である。審査請求の件数